# Le Bouchage, Charente
Le Bouchage là một xã thuộc tỉnh Charente trong vùng Nouvelle-Aquitaine tây nam nước Pháp. Xã nay có độ cao trung bình 191 mét trên mực nước biển.